# Clic Clic Clic
Clic Clic Clic è il settimo album di Lisa Fusco, pubblicato nel 2012.

## Tracce
1. Clic,clic,clic (Percopo)
2. Veryment (Piretti)
3. No, no (Piretti)
4. Tu chiama (Percopo - Fusco)
5. Felicità (Percopo - Fusco)
6. Tufano (Percopo - DeRosa)
7. L'arca di Noè (Percopo)
8. Tanti auguri amore mio (Percopo - Fusco)
9. E salutala per me (Boncompagni - Bracardi)